# Hayden Christensen
Hayden Christensen (Vancouver, Columbia Británica; 19 de abril de 1981) es un actor y productor de cine y televisión canadiense. Saltó a la fama internacional por su interpretación de Anakin Skywalker / Darth Vader en Star Wars.

## Primeros años
Christensen nació en Vancouver, Columbia Británica, hijo de Alie, una redactora de discursos estadounidense, y David Christensen, un programador informático y ejecutivo de comunicaciones canadiense. Su padre es de ascendencia danesa y su madre tiene ascendencia sueca e italiana. Christensen es uno de cuatro hijos, con tres hermanos actores: el hermano mayor Tove, la hermana mayor Hejsa y la hermana menor Kaylen. Christensen era un atleta en la escuela secundaria, jugaba hockey competitivo y tenis a nivel provincial.
Pasó los veranos en Long Island con su abuela materna, Rose Schwartz, y asistió al Actors Studio en la ciudad de Nueva York; también estudió en el programa de teatro Arts York en Unionville High School en Markham, Ontario. Después de acompañar a su hermana mayor a la oficina de su agente después de que ella consiguiera un papel en un comercial de Pringles, él también comenzó a aparecer en comerciales, incluido el jarabe para la tos Triaminic en 1988.

## Carrera

### 1993 - 2000
Su primer papel fue a los doce años en la serie de televisión Family Passions, retransmitida en la televisión canadiense, en septiembre de 1993. Al año siguiente obtuvo un papel secundario en la película de John Carpenter In the Mouth of Madness. De 1995 a 1999, actuó en varias películas y en series de televisión como Harrison Bergeron, Forever Knight, Goosebumps, The Virgin Suicides y Are You Afraid of the Dark?. Su fama comenzó a despegar con la serie de televisión de la cadena Fox Family, Higher Ground en 2000, en la que interpreta a un adolescente acosado sexualmente por su madrastra que, desesperado, recurre a las drogas. Fue por este mismo papel, que George Lucas se interesó en él para interpretar al joven que daría vida al mítico personaje Darth Vader en los dos últimos episodios de la trilogía de precuelas en la saga Star Wars.

### 2001 - 2005: Salto a la fama

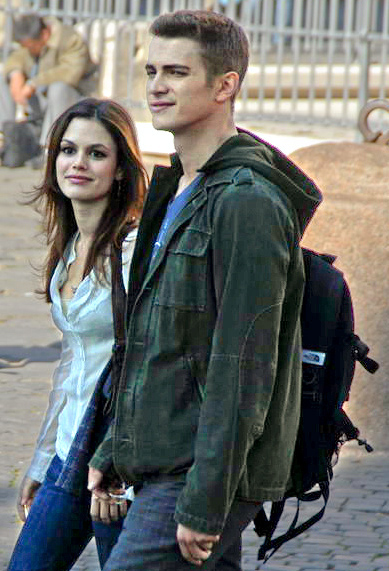
Christensen con su expareja Rachel Bilson en el rodaje de Jumper en Roma, Italia, en noviembre de 2006.

Christensen fue aclamado por la crítica por la interpretación de un adolescente incomprendido en Life as a House (2001) el que le valió nominaciones a los Globos de Oro y los Premios SAG, así como National Board of Review le entregó el premio Breakthrough Performance of the Year. Por su parte en la película, Christensen perdió 11,3 kilos a través de una dieta especial. Que ganó de nuevo durante el rodaje de Star Wars Episodio III: La Venganza de los Sith. 
Su gran salto lo dio el 12 de mayo de 2000, cuando George Lucas, lo escogió entre cuatrocientos candidatos para interpretar a Anakin Skywalker (que anteriormente había sido desempeñado por Sebastian Shaw y Jake Lloyd) incluso superando al propio Leonardo DiCaprio que también había audicionado para el papel. El primer filme lo rodó de junio de 2000 hasta marzo de 2001 y el último del 30 de junio hasta septiembre de 2003 pero a pesar de que para Christensen fue un honor haber obtenido el papel y que el conseguirlo influyó decisivamente en su popularidad, sus actuaciones fueron muy mal criticadas,[cita requerida] incluso fue ganador de dos premios Golden Raspberry ambos por peor actor de reparto. Hayden se convirtió rápidamente, muy popular entre el público, siendo nombrado en la revista People una de las 50 Personas Más Bellas y en Teen People una de las 25 Estrellas más calientes menores de 25 años. En 2003, interpreta a Stephen Glass en Shattered Glass, que narra la historia real de ese joven periodista, que fue descubierto por inventar historias para el diario The New Republic, y participa en el programa de televisión Eco Challenge Fiji, junto con sus hermanos mayores, Tove y Hejsa.

### 2006 - 2019
Luego del estreno de Star Wars: La Venganza De Los Sith, Christensen opto por tener un perfil más bajo, actuando en películas más desconocidas e independientes. Entre 2003 y 2007, protagonizó Awake, junto a Jessica Alba, que narra la historia de un hombre que permanece despierto pero inmóvil durante una cirugía cardíaca, y Factory Girl —interpretando a un personaje vagamente basado en Bob Dylan— junto a Sienna Miller y Guy Pearce. Luego, portagonizó junto a Samuel L. Jackson, Jamie Bell y Rachel Bilson el film Jumper, la historia de un joven que descubre que tiene la habilidad de teletransportarse; el film fue estrenado el 14 de febrero de 2008. Bilson y Christensen coprotagonizaron otra vez un segmento del film New York, I Love You.
Christensen tenía previsto aparecer en la adaptación de la novela cyberpunk Neuromante de William Gibson, programada para ser estrenada en 2009, pero fue retirada de la lista de IMDb. En septiembre de 2008 se anunció que Christensen y Paul Walker habían firmado para estar en la película Takers, en cines en 2010. Él pertenecía a la banda de delincuentes alrededor de la cual se centra la trama. Quantum Quest: A Cassini Space Odyssey fue el cuarto film que Christensen coprotagonizó con Samuel L. Jackson.
Filmó las películas Outcast, con Nicolas Cage, y American Heist, con Adrien Brody, ambas estrenadas en 2015. 
En 2018, Christensen protagoniza junto a Emma Roberts la película Little Italy, estrenada en agosto de ese año. 
En 2019, Christensen vuelve a su papel de Anakin Skywalker en Star Wars después de 14 años, para la película Star Wars: El ascenso de Skywalker, donde el personaje hizo un cameo con su voz.

## Vida personal
Hayden Christensen y su expareja, la actriz Rachel Bilson, hicieron público en mayo de 2014 que estaban esperando su primer hijo. Su hija, Briar Rose Christensen, nació el 29 de octubre de 2014 en el Hospital Cedars-Sinai en Los Ángeles, California. El nombre Briar Rose es el apodo cariñoso con el que llamaban a la princesa Aurora las tres hadas del cuento popular La Bella Durmiente de Charles Perrault, y popularizado por la película de Disney del mismo nombre. La pareja se separó en 2017.

## Filmografía

### Cine
| Cine | Cine                                          | Cine                           | Cine                    | Cine |
| Año  | Título original                               | Personaje                      | Notas                   |      |
| ---- | --------------------------------------------- | ------------------------------ | ----------------------- | ---- |
| 1994 | In the Mouth of Madness                       | Chico de los periódicos        |                         |      |
| 1995 | Street Law                                    | Joven John Ryan                |                         |      |
| 1998 | All I Wanna Do                                | Chico que sale con Tinka       |                         |      |
| 1999 | The Virgin Suicides                           | Jake Hill Conley               |                         |      |
| 1999 | Free Fall                                     | Patrick Brennan                |                         |      |
| 2001 | Life as a House                               | Sam Monroe                     |                         |      |
| 2002 | Star Wars: Episode II - Attack of the Clones  | Anakin Skywalker               |                         |      |
| 2003 | Shattered Glass                               | Stephen Glass                  |                         |      |
| 2004 | Star Wars: Episode VI - Return of the Jedi    | Anakin Skywalker               | Cameo                   |      |
| 2005 | Star Wars: Episode III - Revenge of the Sith  | Anakin Skywalker / Darth Vader |                         |      |
| 2006 | Factory Girl                                  | Billy Quinn                    |                         |      |
| 2007 | Awake                                         | Clayton «Clay» Beresford Jr.   |                         |      |
| 2007 | Virgin Territory                              | Lorenzo de Lamberti            |                         |      |
| 2008 | Jumper                                        | David Rice                     |                         |      |
| 2009 | New York, I Love You                          | Ben                            |                         |      |
| 2010 | Takers                                        | A.J. «The Builder»             |                         |      |
| 2010 | Quantum Quest: A Cassini Space Odyssey        | Jammer                         | Voz                     |      |
| 2010 | Vanishing on 7th Street                       | Luke Ryder                     |                         |      |
| 2014 | American Heist                                | James Kelly                    |                         |      |
| 2014 | Outcast                                       | Jacob                          |                         |      |
| 2015 | 90 Minutes in Heaven                          | Don Piper                      |                         |      |
| 2017 | First Kill                                    | William «Will» Beeman          | Directamente para vídeo |      |
| 2018 | Little Italy                                  | Leonard «Leo» Campoli          |                         |      |
| 2018 | The Last Man                                  | Kurt Matheson                  |                         |      |
| 2019 | Star Wars: Episode IX - The Rise of Skywalker | Anakin Skywalker               | Cameo                   |      |

### Televisión
| Televisión | Televisión                              | Televisión                     | Televisión                                   |
| Año        | Título                                  | Personaje                      | Notas                                        |
| ---------- | --------------------------------------- | ------------------------------ | -------------------------------------------- |
| 1993       | Family Passions                         | Skip McDeere                   | Elenco recurrente                            |
| 1995       | Love and Betrayal: The Mia Farrow Story | Fletcher                       | Película de televisión                       |
| 1995       | Harrison Bergeron                       | Eric                           | Película de televisión                       |
| 1996       | No Greater Love                         | Teddy Winfield                 | Película de televisión                       |
| 1996       | Forever Knight                          | Andre                          | Episodio: «Fallen Idol»                      |
| 1997       | Goosebumps                              | Zane O'Dell                    | 2 episodios: «Night of the Living Dummy III» |
| 1999       | Real Kids, Real Adventures              | Eli Goodner                    | Episodio: «Paralyzed: The Eli Goodner Story» |
| 1999       | Are You Afraid of the Dark?             | Kirk                           | Episodio: «The Tale of Bigfoot Ridge»        |
| 1999       | The Famous Jett Jackson                 | Steven                         | Episodio: «Popularity»                       |
| 2000       | Trapped in a Purple Haze                | Orin Krieg                     | Película de televisión                       |
| 2000       | Higher Ground                           | Scott Barringer                | 22 episodios                                 |
| 2022       | Obi-Wan Kenobi                          | Anakin Skywalker / Darth Vader | Protagonista serie de TV Disney+             |
| 2023       | Ahsoka                                  | Anakin Skywalker / Darth Vader | Protagonista serie de TV Disney+             |

## Premios y nominaciones
| Premios | Premios                                  | Premios                                                          | Premios   | Premios                                                                           |
| Año     | Premio                                   | Categoría                                                        | Resultado | Film                                                                              |
| ------- | ---------------------------------------- | ---------------------------------------------------------------- | --------- | --------------------------------------------------------------------------------- |
| 2001    | National Board of Review                 | Best Breakthrough Performance by an Actor                        | Ganador   | Life as a House                                                                   |
| 2001    | Young Hollywood Awards                   | One to Watch - Masculino                                         | Ganador   |                                                                                   |
| 2002    | Saturn Awards                            | Cinescape Genre Face of the Future Award                         | Nominado  | Star Wars: Episodio II - El ataque de los clones                                  |
| 2002    | Festival Internacional de Cine de Cannes | Trofeo Chopard - Actor Revelación                                | Ganador   |                                                                                   |
| 2002    | Chicago Film Critics Association Awards  | Actor Promesa                                                    | Nominado  |                                                                                   |
| 2002    | Globos de Oro                            | Mejor Actor de Reparto                                           | Nominado  | Life as a House                                                                   |
| 2002    | Online Film Critics Society              | Mejor Actuación                                                  | Nominado  | Life as a House                                                                   |
| 2002    | Premios del Sindicato de Actores         | Mejor Actor de Reparto                                           | Nominado  | Life as a House                                                                   |
| 2002    | Premios Razzie                           | Peor Actor de Reparto                                            | Ganador   | Star Wars: Episodio II - El ataque de los clones                                  |
| 2002    | Teen Choice Awards                       | Cine - Mejor Actor Drama/Acción Aventura                         | Nominado  | Star Wars: Episodio II - El ataque de los clones                                  |
| 2002    | Teen Choice Awards                       | Cine - Más Química                                               | Nominado  | Star Wars: Episodio II - El ataque de los clones (Compartido con:Natalie Portman) |
| 2003    | Premios Saturn                           | Mejor Actuación de un Actor Joven                                | Nominado  | Star Wars: Episodio II - El ataque de los clones                                  |
| 2004    | Las Palmas Film Festival                 | Mejor Actor                                                      | Ganador   | Shattered Glass (Junto a Peter Sarsgaard por Shattered Glass)                     |
| 2004    | Satellite Awards                         | Mejor Actor Dramático                                            | Nominado  | Shattered Glass                                                                   |
| 2005    | Teen Choice Awards                       | Cine - Mejor Actor Drama/Acción/Aventura                         | Nominado  | Star Wars: Episodio III - La venganza de los Sith                                 |
| 2005    | MTV Movie Awards                         | Best Fight                                                       | Ganador   | Star Wars: Episodio III - La venganza de los Sith (Compartido con:Ewan McGregor)  |
| 2005    | Premios Razzie                           | Peor Actor de Reparto                                            | Ganador   | Star Wars: Episodio III - La venganza de los Sith                                 |
| 2006    | MTV Movie Awards                         | Mejor villano                                                    | Ganador   | Star Wars: Episodio III - La venganza de los Sith                                 |
| 2007    | Premios Razzie                           | Peor Pareja                                                      | Nominado  | Awake                                                                             |
| 2008    | MTV Movie Awards                         | Best Fight                                                       | Nominado  | Jumper (Junto a:Jamie Bell )                                                      |
| 2022    | Saturn Awards                            | Mejor actuación de estrella invitada en una serie de transmisión | Ganador   | Obi-Wan Kenobi                                                                    |

## Video musical
- K-OS – Zambony